# ES생활문화
ES생활문화는 대한민국의 뮤지컬 제작사이다.

## 작품 목록

### 아이코닉스

#### 뽀롱뽀롱 뽀로로
- 잃어버린 꿈을 찾아서
- 슈퍼스타 뽀로로 드림콘서트
- 포털의 세계

#### 꼬마버스 타요
- 용감한 구조대, 레스큐 타요!

### 레트로봇
- 또봇: 대도시의 영웅들

### 초이락컨텐츠팩토리
- 티티 체리:용의 생일파티를 도와라!

### 퍼니플럭스

#### 다이노스터
- 퀀텀코어를 지켜라!

#### 엄마 까투리
- 엄마까투리는 슈퍼맘
- 유치원도, 도시도 처음이야

#### 출동! 슈퍼윙스
- 초능력 곤충 대소동

### 스튜디오 모꼬지
- 고고다이노:고고킹의 귀환

### 디자인에그
- 토닥토닥 꼬모:숲 속 캠핑놀이

### 해외 작품
- 파워레인저 다이노포스:새로운 세계
- 미라큘러스: 레이디버그와 블랙캣※ 이 작품은 정확히는 대한민국(EBS, 에스에이엠지), 미국, 일본(토에이), 프랑스(자그툰) 합작이다.

### 원작 계열

#### 동화 계열
- 고양이 해결사 깜냥
- 슈퍼 히어로의 똥 닦는 법

#### 설민석의 한국사 대모험
- 영웅의 시간
- 안중근, 소년에서 영웅으로

### 유튜버 계열
- 에그박사:연구소에서 생긴 일
- 뚜식이:뚜식이라서 다행이야